# San Ignacio (Chili)
San Ignacio is een gemeente in de Chileense provincie Diguillín in de regio Ñuble. San Ignacio telde 16.079 inwoners in 2017 en heeft een oppervlakte van 364 km².
- Library of Congress Control Number: n88160927
- Nationale Bibliotheek van Israël: 987007562657905171
- Virtual International Authority File: 151378464